# Андроскоґґін (округ, Мен)
Шаблон:StateAbbr_ 44°08′06″ пн. ш. 70°13′04″ зх. д. / 44.135071° пн. ш. 70.217667° зх. д.
Округ Андроскоґґін (англ. Androscoggin County) — округ (графство) у штаті Мен, США. Ідентифікатор округу 23001.

## Історія
Округ утворений 1854 року.

## Демографія
За даними перепису
2000 року
загальне населення округу становило 103793 осіб, зокрема міського населення було 59527, а сільського — 44266.
Серед мешканців округу чоловіків було 50385, а жінок — 53408. В окрузі було 42028 домогосподарств, 27183 родин, які мешкали в 45960 будинках.
Середній розмір родини становив 2,91.
Віковий розподіл населення поданий у таблиці:
| Стать    | До 15 років | 15-21 | 22-29 | 30-39 | 40-49 | 50-65 | 65-85 | Понад 85 |
| -------- | ----------- | ----- | ----- | ----- | ----- | ----- | ----- | -------- |
| Чоловіки | 10509       | 5164  | 4881  | 8018  | 7965  | 8014  | 5274  | 560      |
| Жінки    | 9925        | 5199  | 4876  | 8132  | 7966  | 8182  | 7508  | 1620     |

## Суміжні округи
- Франклін — північ
- Кеннебек — північний схід
- Саґадагок — південний схід
- Камберленд — південь
- Оксфорд — захід

## Виноски
1. ↑  U.S. Decennial Census. United States Census Bureau. Архів оригіналу за 26 квітня 2015. Процитовано 7 вересня 2014.
2. ↑  Historical Census Browser. University of Virginia Library. Архів оригіналу за 11 серпня 2012. Процитовано 7 вересня 2014.
3. ↑  Population of Counties by Decennial Census: 1900 to 1990. United States Census Bureau. Архів оригіналу за 23 січня 2015. Процитовано 7 вересня 2014.
4. ↑  Census 2000 PHC-T-4. Ranking Tables for Counties: 1990 and 2000 (PDF). United States Census Bureau. Архів оригіналу (PDF) за 18 грудня 2014. Процитовано 7 вересня 2014.
5. ↑  State & County QuickFacts. United States Census Bureau. Архів оригіналу за 6 липня 2011. Процитовано 10 березня 2014. [Архівовано 2016-02-25 у Wayback Machine.](англ.) Наведено за англійською вікіпедією.
6. ↑  QuickFacts. Androscoggin County, ME. United States Census Bureau. Архів оригіналу за 6 березня 2019. Процитовано 4 березня 2019.
7. ↑  American FactFinder. Бюро перепису населення США. Архів оригіналу за 26 лютого 2012. Процитовано 31 січня 2008. [Архівовано 2008-05-21 у Wayback Machine.]

| США | Це незавершена стаття з географії США. Ви можете допомогти проєкту, виправивши або дописавши її. |